# Царство макронов и гениохов
Царство макронов (махелонов) и гениохов (греч. Μαχέλωνες και Ηνίοχοι; ср.-перс. Sigān‎) — лазское-чанское раннеклассовое государство. Возникло в результате распада Колхидского царства на юго-восточном побережье Чёрного моря, на территории современной провинции Ризе в северо-восточной Турции.

## Территория
В начале II века территория объединённого царства макронов и гениохов простиралась от реки Вице до реки Оф. Административный центр княжества находился на реке Пританис (тур. Fırtına Deresi), к северу от Атины. По предположению П. Ингороквы, это место было известно как «Старый Трапезунд». Согласно локализации Синклера, оно, вероятно, находилось в районе Зилкале, или, менее вероятно, в Чамлыхемшин.
В результате расширения княжества в III–IV веках его северная граница достигла реки Чорох (Апсарос), а южная — Сурмене (Хисос).
Согласно анонимному автору V века: «от реки Аркабис до реки Офионт теперь живут махелоны и генохи». Река Оф, которая у Арриана являлась границей между колхами и санно-чанами, у анонима выступает южной границей владений макронов и хениохов. Северной границей, согласно тому же источнику, служила река Аркабис.

## История
После падения Колхидского царства, в прибрежные районы южной Колхиды начали переселяться горные племена. Наряду с местными жителями чанского происхождения — махелонами и макронами, проживающими к востоку от Трапезунда, доминирующее положение заняли также, предположительно, происходящие из того же корня гениохи, которые около рубежа новой и старой эр, вероятно, переселились из восточных горных районов. Одна из ветвей переселенцев присоединилась к жившим возле Трапезунда саннам и вместе с ними образовала племенной союз. Плиний Старший (23/24–79) отмечает, что за рекой Пиксит (лат. Pyxites) проживают «санны-гениохи» (лат. gens Sannorum Heniochorum), которые, по словам Тацита, в 58 году напали на Армению, оказав тем самым помощь Корбулону. В 69 году местные племена разграбили Трапезунд во время восстания Аникета. Под руководством другой волны переселенцев-гениохов, сформировался мощный политический союз макронов (махелонов) и гениохов, который установил контроль над значительной частью побережья к востоку от Трапезунда.
Во II веке правителем упоминается царь Анхиал (греч. Αγχίαλος), который в 114–115 годах участвовал в походе римского императора Траяна против Парфии. По свидетельству Кассия Диона, Траян в Сатале вручил подарки «царю гениохов и махелонов Анхиалу». Тот же царь Анхиал упоминается в 134 году Аррианом, который в письме к императору Адриану пишет:
Рядом с ними живут макроны и гениохи; у них царь Анхиал. С макронами и гениохами граничат зидриты, они подвластны Фарасману. Рядом с зидритами — лазы; царем у лазов — Маласс, получивший свою власть от тебя.
Арриан, «Объезд Эвксинского понта» §11
В середине II века разгорелась борьба за господство в долине реки Чорохи с Иберийским царством. Царство макронов и гениохов было союзником Римской империи и противостояло Армянскому царству. Конфликт завершился убийством царя макронов и гениохов, а охваченная внутренними беспорядками Римская империя не смогла оказать помощь своему союзнику. В результате Армения захватила Спери, Тао и Кола.
По данным Кассия Диона, император Марк Аврелий (161–181) сослал сатрапа Тиридата, который поднял Армению и убил царя гениохов, в Британию.
В начале III века княжество упоминается под названием «Махелония» среди государств, подчинённых Сасанидской Персии. Это известно из надписи сасанидского царя Шапура I (242–272) на «Кааба Зороастра».
В начале 280-х годов, в результате ослабления позиций Персии в конфликте с Римом, они утратили контроль над Арменией. В это же время или ранее Персия также потеряла «Махелонию», которая снова оказалась под влиянием Рима.